# Temazcal

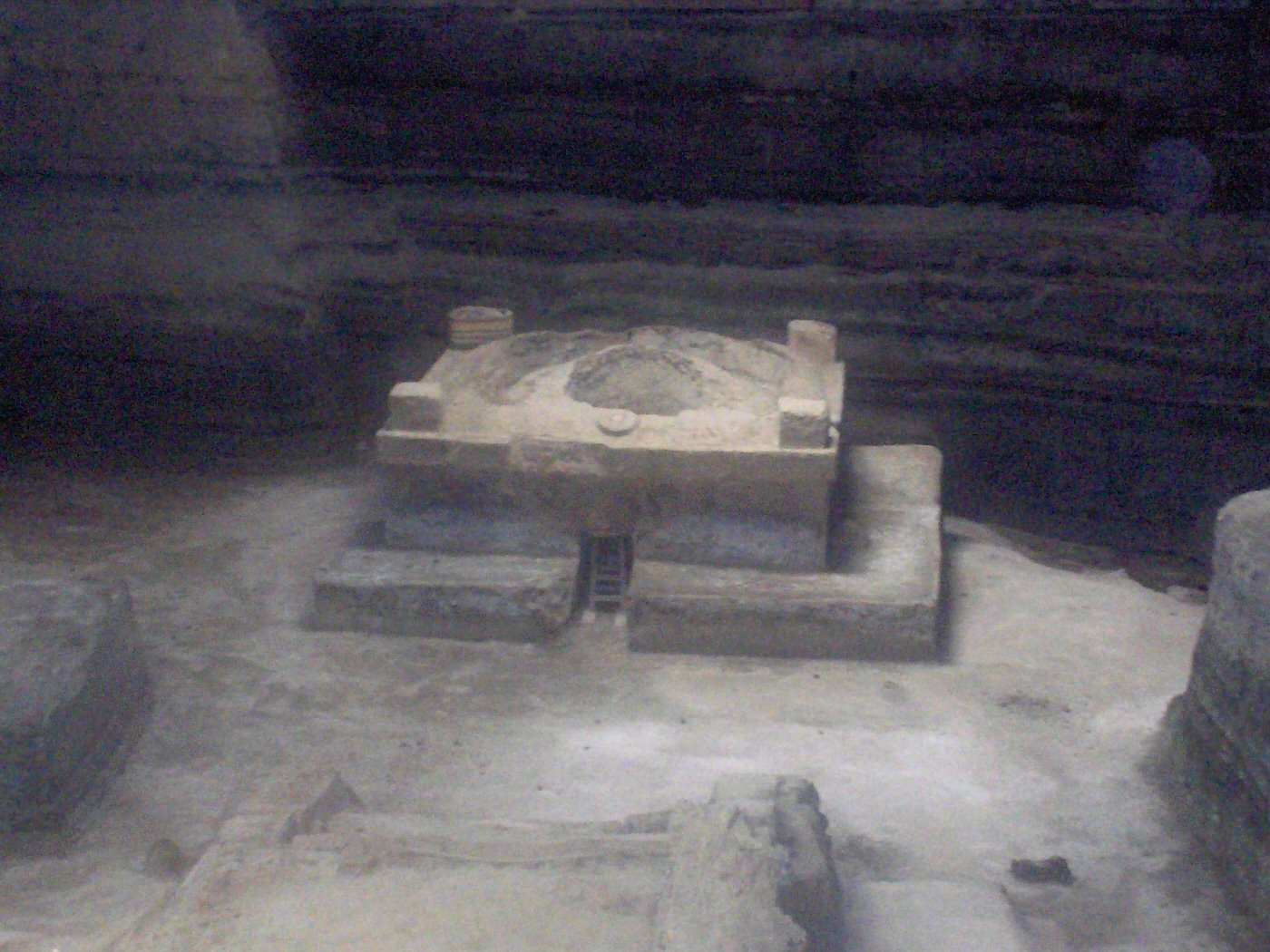
Temazcal

Un temazcal (parfois écrit temezcal, temascal, ou temescal) est une sorte de hutte à sudation de terre ou de pierre avec une petite ouverture basse originaire des civilisations pré-hispaniques de l'Amérique du Nord.
Au centre, les "gardiens du feu" déposent des pierres chauffées à rouge sur un feu situé à proximité de la hutte, que le chamane arrose régulièrement d'eau, puis les participants transpirent dans le noir ou avec une légère lumière.

## Histoire
Le terme temazcal provient du mot Nahuatl temazcalli ("maison de chaleur").
Très répandu chez les Mayas, il était utilisé lors de cérémonies de soins pour purifier le corps ou pour soigner certaines maladies, améliorer la santé, ou chez la femme pour accoucher.
Il est encore utilisé de nos jours au Mexique ou en Amérique centrale pour des raisons spirituelles ou des soins de santé. Sur les hauts plateaux du Guatemala, on a constaté que le temazcal remplace encore parfois la salle de bain.